# Буданівський район
Буданівський район — колишня адміністративно-територіальна одиниця у складі Тернопільської области в 1940—1959 роках. Утворений 17 січня 1940 року з гмін Могильниця, Мшанець і Янів Теребовлянського повіту. Районним центром призначене містечко Буданів, яке було зведене до статусу села.
Станом на 1 вересня 1946 року в районі було 24 населені пункти, в тому числі 16 сіл і 8 хуторів. Після ліквідації району 1959 року його населені пункти відійшли до Теребовлянського району.

## Адміністративний поділ
- Буданівська сільська рада
  - село Буданів
  - село Папірня
  - хутір Драбове
  - хутір Перейма
  - хутір Плютове
- Вербовецька сільська рада
  - село Вербівці
  - хутір Застава
  - хутір Осада-Рудка
- Дереніївська сільська рада
  - село Дереніївка
- Довжанська сільська рада
  - село Довге
- Іванівська сільська рада
  - село Іванівка
- Кобиловолоцька сільська рада
  - село Кобиловолоки
- Ласковецька сільська рада
  - село Кульчики
  - село Ласківці
  - хутір Йосипівка
- Млиниськівська сільська рада
  - село Млиниськи
- Могильницька сільська рада
  - село Гайдаки
  - село Могильниця
- Мшанецька сільська рада
  - село Мшанець
  - хутір Валигора
  - хутір Родниковий
- Романівська сільська рада
  - село Романівка
- Слобідська сільська рада
  - село Знесіння
  - село Слобідка